# Крутая (Нижегородская область)
Крутая — деревня в Кстовском районе Нижегородской области. Входит в состав Большеельнинского сельсовета.
Деревня расположена на федеральной трассе М7 «Волга» (Москва — Уфа).

## Население
| 2002 | 2010 |
| ---- | ---- |
| 133  | ↗157 |